# 角島

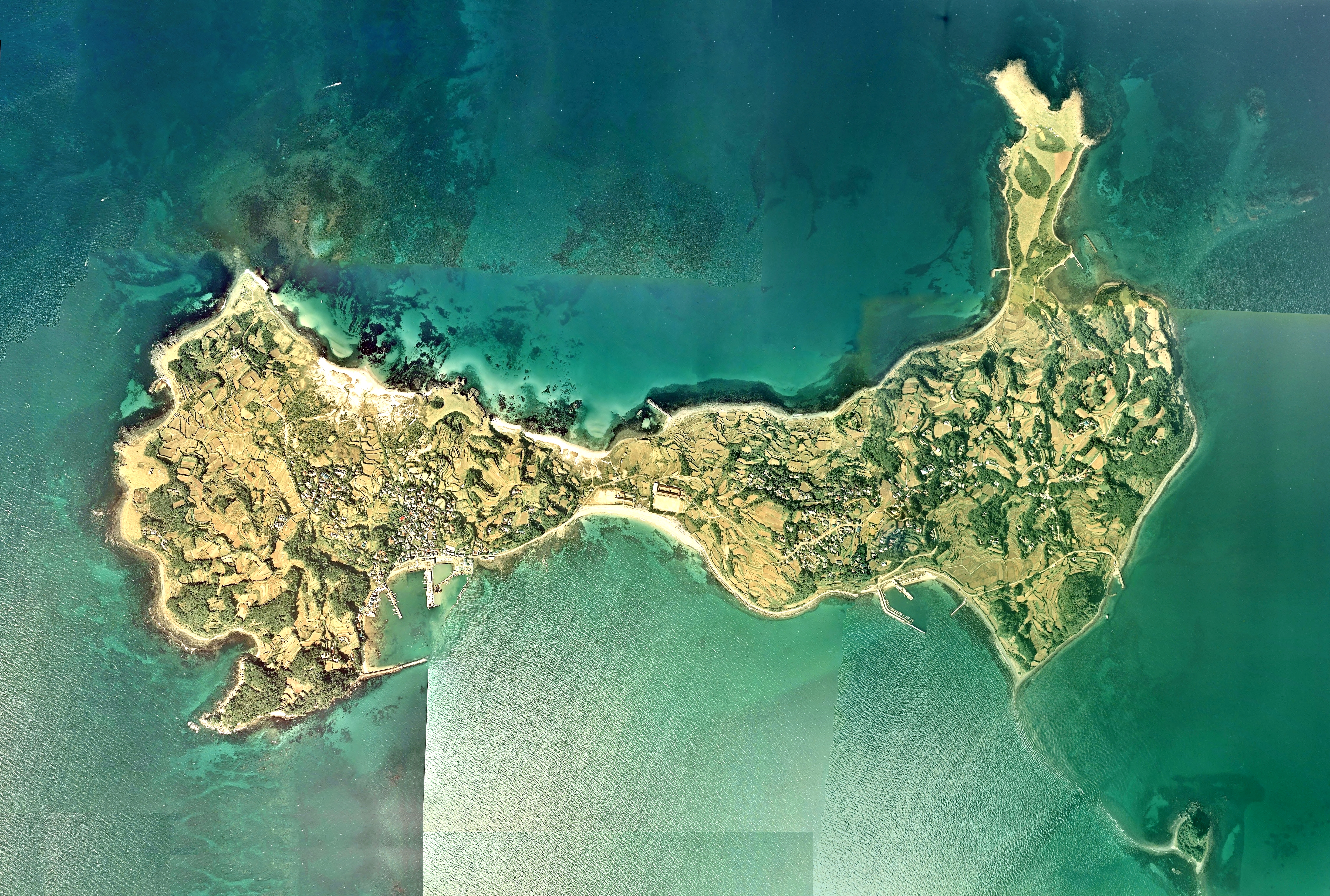
角島の空中写真。
この画像は上方が北西方向である。撮影時（1976年）は角島大橋は架橋されていない。1976年撮影の12枚を合成作成。
。

角島（つのしま）は、山口県下関市豊北町大字角島の日本海（響灘）上にある島。山口県の北西端。北長門海岸国定公園に含まれる。人口726人（平成27年国勢調査）。

## 地理
牧崎と夢崎の2つの岬がウシの角のように突き出している様から角島と呼ばれた。本州とは海士ヶ瀬戸で隔てられていたが、2000年に1,780メートルの角島大橋が竣工。離島へ架けられた一般道路橋としては群を抜く長さである。島の北西に位置する夢ヶ岬に角島灯台が立ち、島のシンボルとなっている。

### 角島砲台
戦前は下関要塞地帯の一角として島の東側の元山集落に旧日本陸軍の角島砲台陣地が置かれていた。ラ式15cmカノン砲4門が装備されていた。観測所、弾薬庫、兵舎、照明所などが置かれた。1939年（昭和14年）7月1日起工。60名の兵が配置されていた。砲台跡と弾薬庫の一部は残されているが、海岸近くの遺構の一部は道路建設のために撤去されている。

### 角島灯台
多くの灯台を設計した英国人、リチャード・ヘンリー・ブラントンによる、日本海側では初の洋式灯台。1876年（明治9年）初点灯。高さ43m、光達18海里。レンズは日本でも5箇所しかない特大のフレネルレンズで、第1等灯台に指定されている。見学も可能な参観灯台である。

## 歴史
- 幕末 - 「旧高旧領取調帳」の記載によると長門府中藩領。
- 明治2年8月7日（1869年9月12日） - 任知藩事にともない府中藩が改称して豊浦藩となる。
- 明治4年7月14日（1871年8月29日） - 廃藩置県により豊浦県の管轄となる。
- 1889年（明治22年）4月1日 - 町村制の施行により、近世以来の豊浦郡角島が単独で自治体を形成して角島村となる。
- 1953年（昭和28年）6月23日 - 角島の西16kmの海域にアメリカ軍の輸送機が墜落。死者・行方不明者7人[4]。
- 1955年（昭和30年）4月1日 - 角島村が神玉村・神田村・阿川村・粟野村・滝部村・田耕村および宇賀村の一部（北宇賀）と合併して豊北町が発足。同町大字角島となる。
- 2005年（平成17年）2月13日 - 豊北町が下関市・豊浦郡菊川町・豊田町・豊浦町と合併し、改めて下関市が発足。同市豊北町大字角島となる。

## 観光地
- 角島灯台
- 角島大橋
- 角島大浜海水浴場

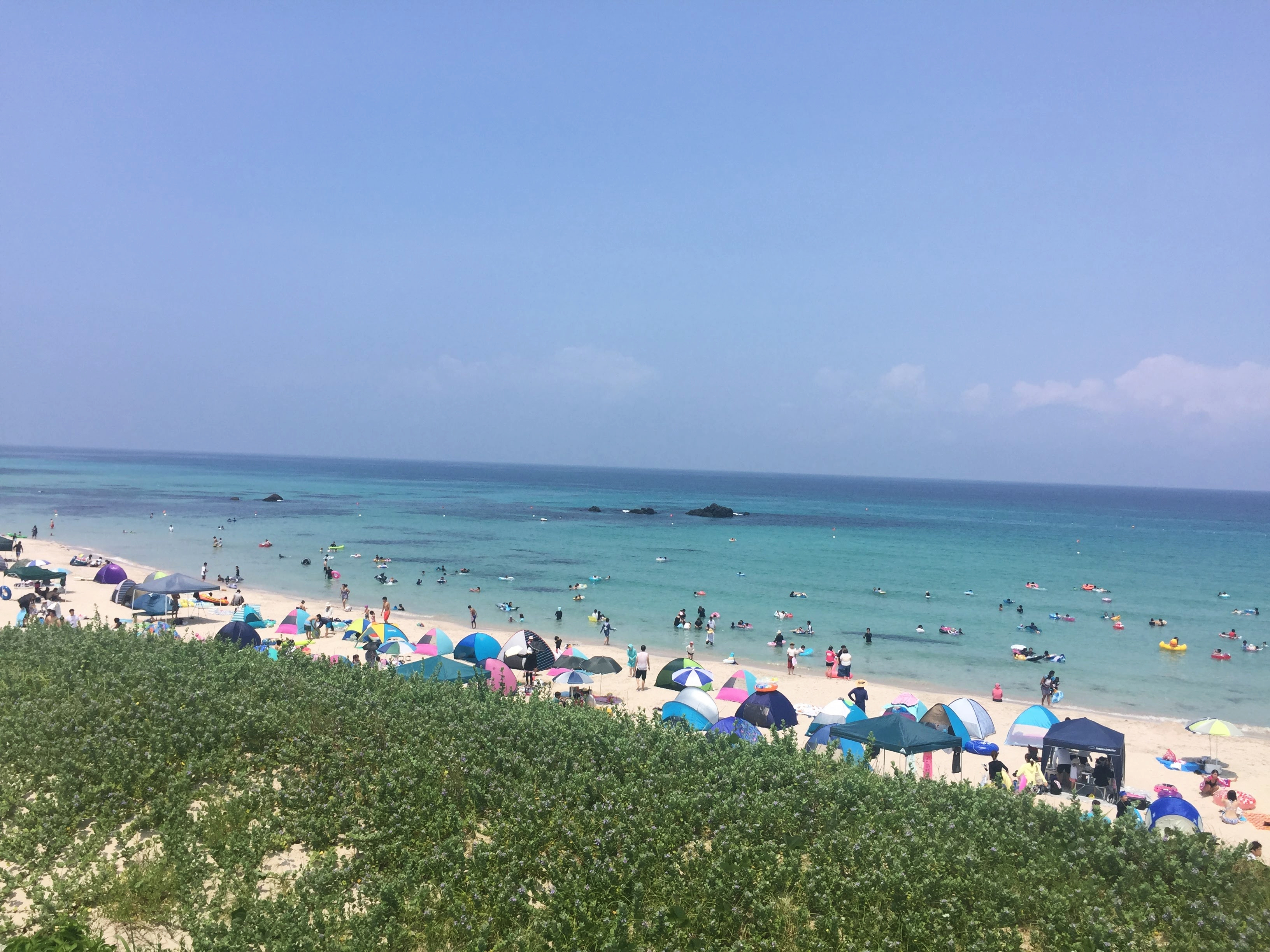
コバルトブルービーチ

- つのしま自然館 - 2003年（平成15年）4月オープン。角島の自然等、様々な角島の情報を発信する施設。

島にはハマオモトが群生する。2000年の角島大橋開通以後、テレビドラマや映画のロケ地として取り上げられる機会が増えた。2005年公開の映画『四日間の奇蹟』がほぼ全編に渡って角島を舞台としたほか、2006年に放映されたフジテレビ系ドラマ『HERO』のスペシャル版でも主たるロケ地となった。

## 交通
国道191号から山口県道275号島戸港線、山口県道276号角島神田線を経由し角島大橋を渡る。
ブルーライン交通が山陰本線特牛駅および滝部駅と角島を結ぶ路線バスを運行している。

## その他
- ツノシマクジラの名の由来となった。つのしま自然博物館にツノシマクジラの骨格のレプリカが展示されている。
- 平城宮跡から発掘された木簡から角島産のワカメが朝廷に送られていた事が分かり、その内容を刻んだ彫刻碑が展望台にある。

## ギャラリー

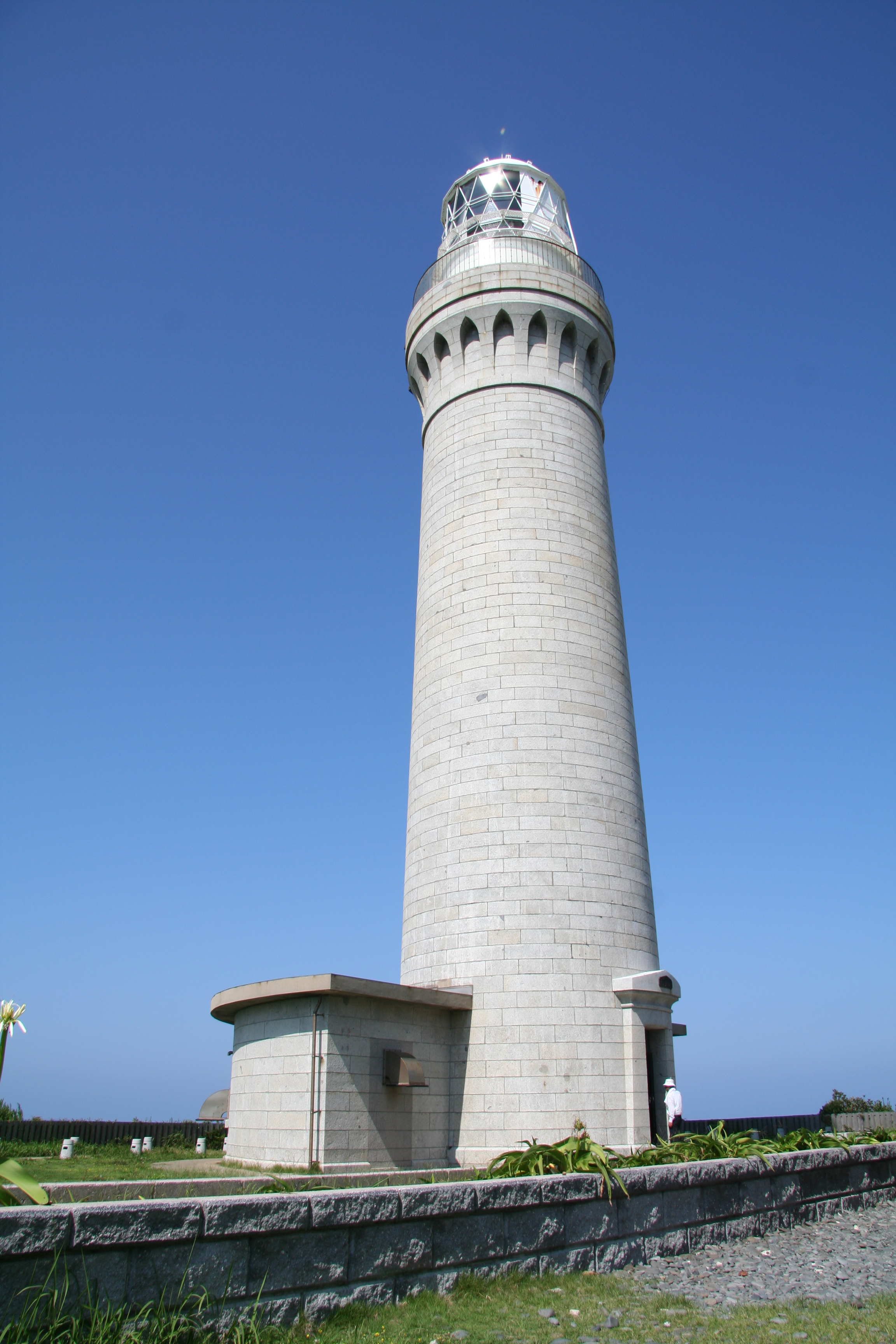
角島灯台
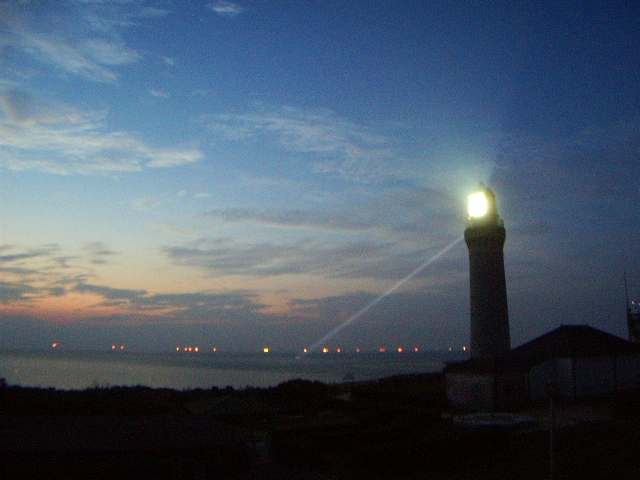
日没とともに作動する角島灯台
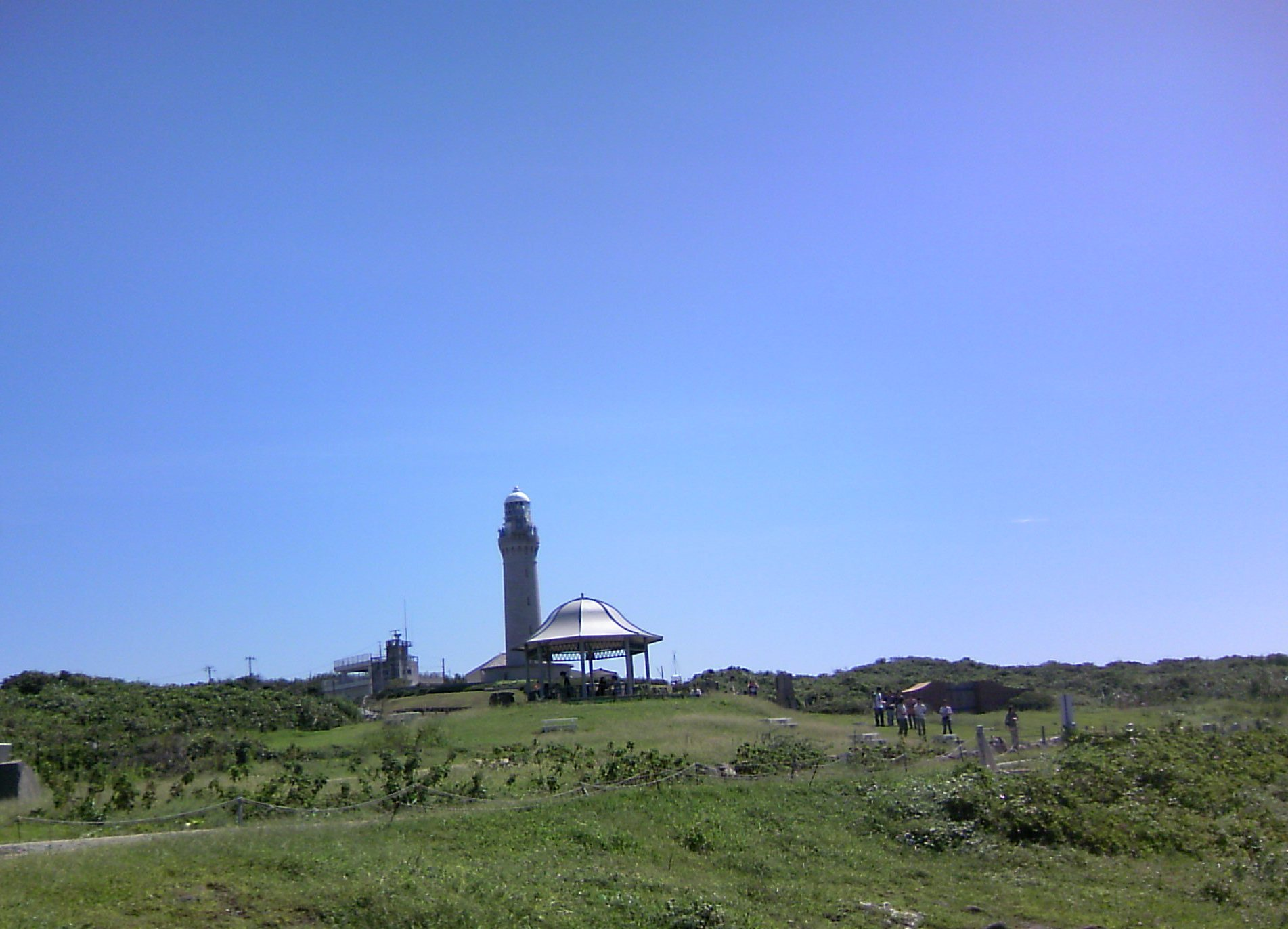
角島灯台（遠景）
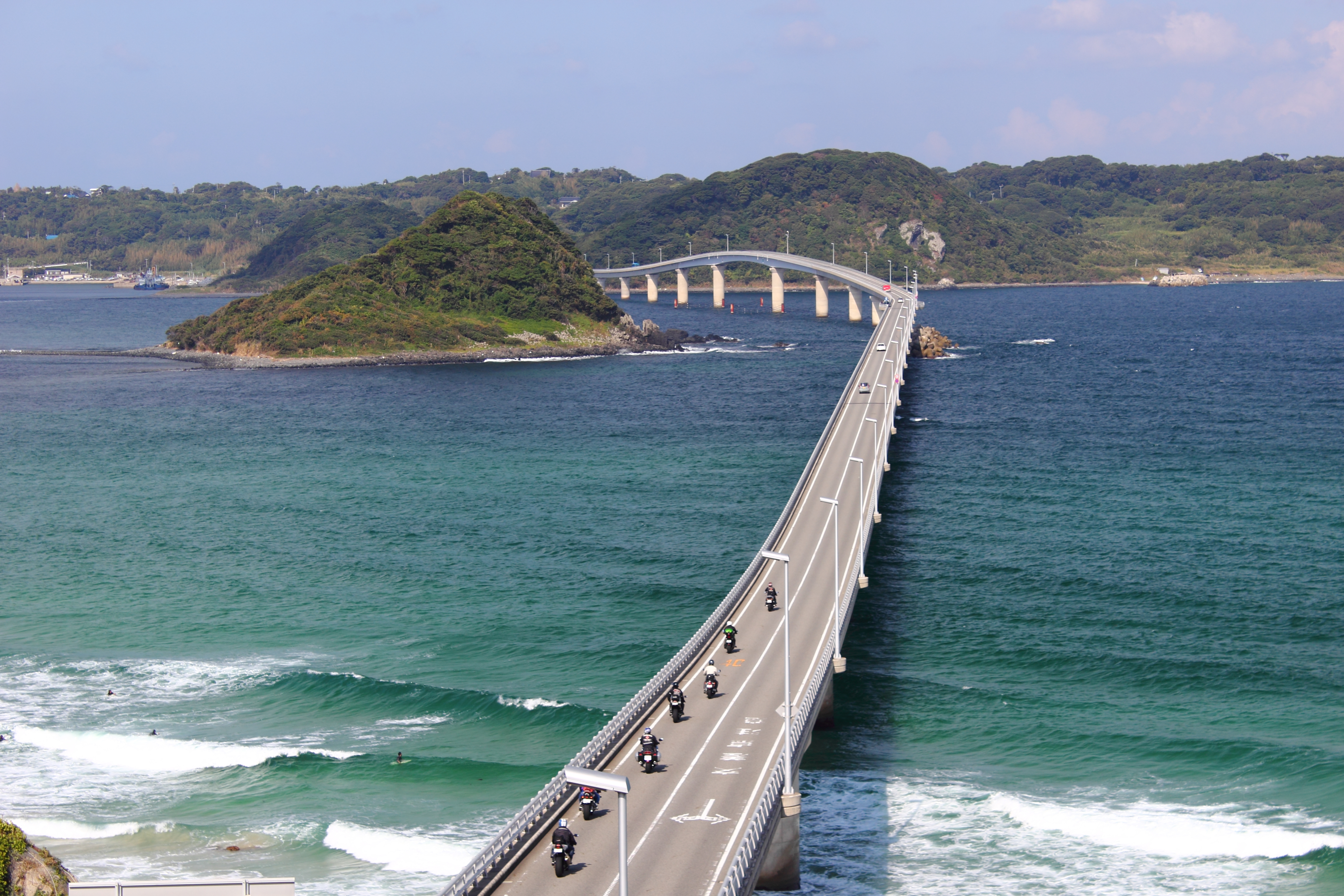
角島大橋（本州側から）
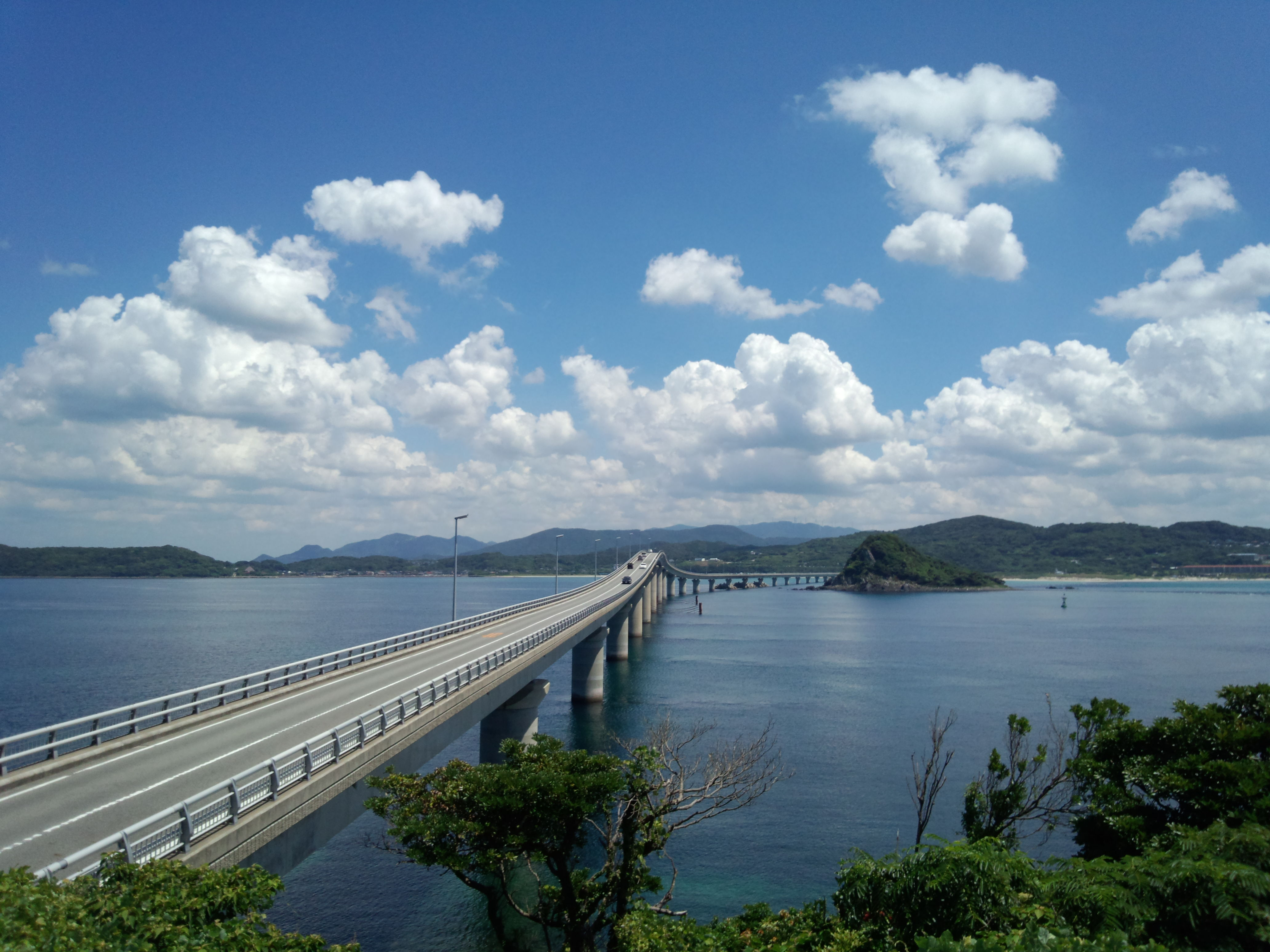
角島大橋（角島から）
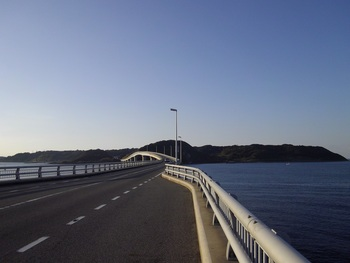
角島大橋から見た角島
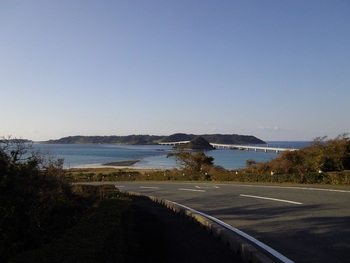
角島大橋と角島、ほぼ全景、側道から
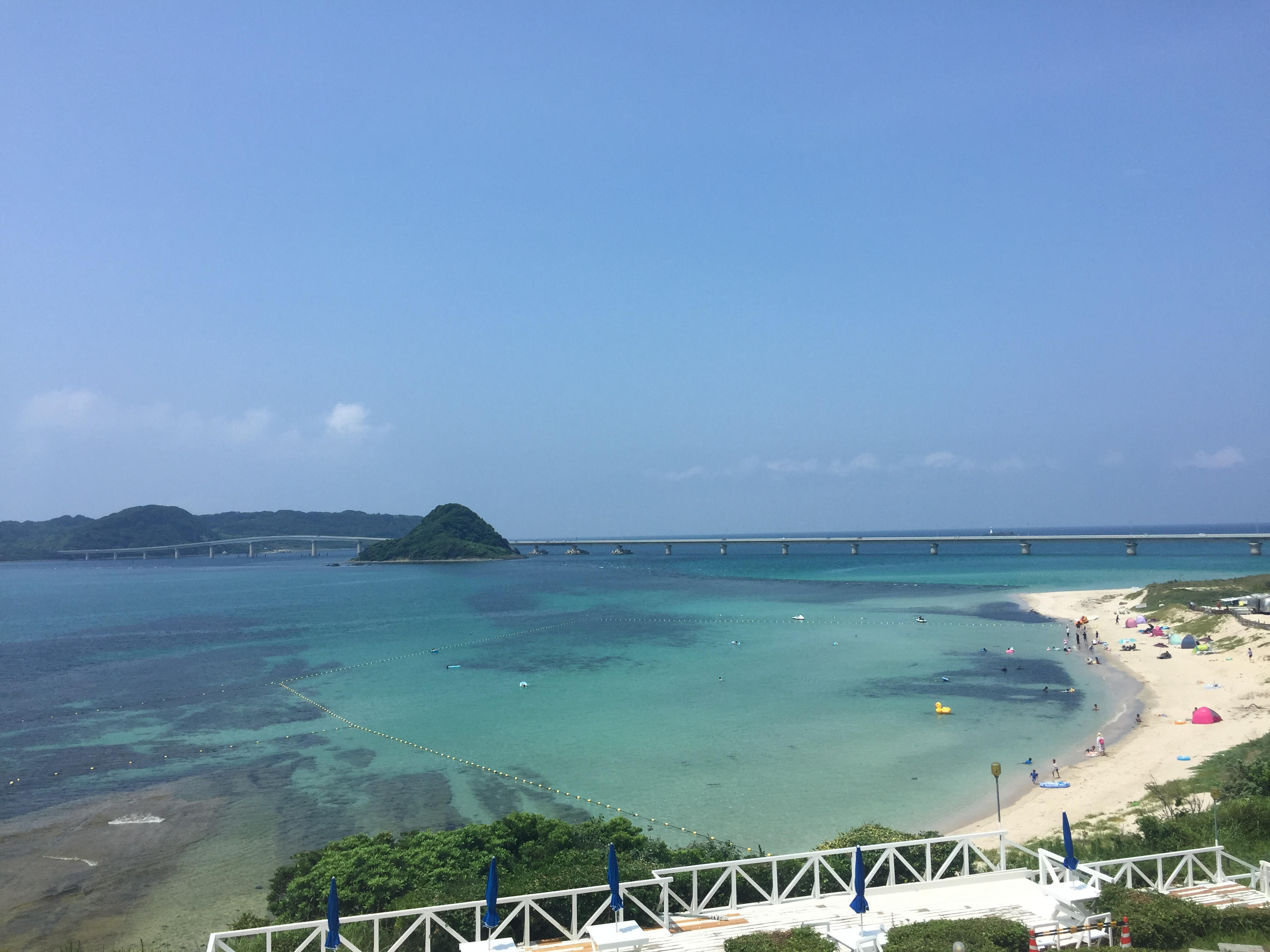
角島と角島大橋